# Gekkonidae
Famille
Synonymes
- Gekkoninae Oppel, 1811

Les Gekkonidae sont une famille de geckos. Elle a été étudiée pour la première fois par Nicolaus Michael Oppel en 1811. Cette famille est constituée de 58 genres et plus de 1.300 espèces présentes dans le monde entier (mais peu d'espèces en Amérique et en Australie).

## Description
Ces geckos partagent en général les caractéristiques suivantes (mais il y a des exceptions) :
- possibilité de grimper sur toutes les surfaces grâce à leurs coussinets adhérents, les setæ pour les espèces arboricoles principalement ;
- absence de paupières mobiles ;
- mœurs principalement nocturnes (à quelques exceptions près, dont les Phelsumes, justement appelés Gecko diurne) ;
- ovipares, pondant un ou deux œufs à coquille dure, généralement plusieurs fois dans l'année  ;
- majoritairement insectivores, mais certaines espèces consomment également des fruits et nectars, voire de petits mammifères ou reptiles pour les plus gros ;
- capacité de vocaliser parfois de façon spectaculaire ;
- une bonne ouïe.

Certaines espèces sont parthénogénétiques dont le Margouillat blanc (Gehyra mutilata), l'Hémidactyle indo-pacifique (Hemidactylus garnotii), le Gecko arboricole grèle (Hemiphyllodactylus typus), le Gecko demi-deuil (Lepidodactylus lugubris) et Nactus pelagicus.

## Liste des genres
Selon The Reptile Database (12 juin 2017) :
- Afroedura Loveridge, 1944
- Afrogecko Bauer, Good & Branch, 1997
- Agamura Blanford, 1874
- Ailuronyx Fitzinger, 1843
- Alsophylax Fitzinger, 1843
- Altiphylax Yeriomtschenko & Shcherbak, 1984
- Blaesodactylus Boettger, 1893
- Bunopus Blanford, 1874
- Calodactylodes Strand, 1926
- Chondrodactylus Peters, 1870
- Christinus Wells & Wellington, 1984
- Cnemaspis Strauch, 1887
- Colopus Peters, 1869
- Crossobamon Boettger, 1888
- Cryptactites Bauer, Good & Branch, 1997
- Cyrtodactylus Gray, 1827
- Cyrtopodion Fitzinger, 1843
- Dixonius Bauer, Good & Branch, 1997
- Ebenavia Boettger, 1877
- Elasmodactylus Boulenger, 1895
- Geckolepis Grandidier, 1867
- Gehyra Gray, 1834
- Gekko Laurenti, 1768
- Goggia Bauer, Good & Branch, 1997
- Hemidactylus Gray, 1825
- Hemiphyllodactylus Bleeker, 1860
- Heteronotia Wermuth, 1965
- Homopholis Boulenger, 1885
- Kolekanos Heinicke, Daza, Greenbaum, Jackman & Bauer, 2014
- Lepidodactylus Fitzinger, 1843
- Luperosaurus Gray, 1845
- Lygodactylus Gray, 1864
- Matoatoa Nussbaum, Raxworthy & Pronk, 1998
- Mediodactylus Szczerbak & Golubev, 1977
- Microgecko Nikolski, 1907
- Nactus Kluge, 1983
- Narudasia Methuen & Hewitt, 1914
- Pachydactylus Wiegmann, 1834
- Paragehyra Angel, 1929
- Paroedura Günther, 1879
- Parsigecko Safaei-Mahroo, Ghaffari & Anderson, 2016
- Perochirus Boulenger, 1885
- Phelsuma Gray, 1825
- Pseudoceramodactylus Haas, 1957
- Pseudogekko Taylor, 1922
- Ptenopus Gray, 1866
- Ptychozoon Kuhl & van Hasselt, 1822
- Ramigekko Heinicke, Daza, Greenbaum, Jackman & Bauer, 2014
- Rhinogecko de Witte 1973
- Rhoptropella Hewitt, 1937
- Rhoptropus Peters, 1869
- Stenodactylus Fitzinger, 1826
- Tenuidactylus Shcherbak & Golubev, 1984
- Trachydactylus Haas & Battersby, 1959
- Tropiocolotes Peters, 1880
- Urocotyledon Kluge, 1983
- Uroplatus Dumeril, 1806

## Phylogénie
Pyron, et al. (2013) présente la classification suivante des genres de Gekkonidae, basée sur la phylogénétique moléculaire.
|  | \| \| Lepidodactylus, Pseudogekko, Luperosaurus, Gekko, Dixonius, Heteronotia, Nactus, Hemiphyllodactylus, Gehyra \| \| \| \| \| \| Alsophylax, Tropiocolotes, Cnemaspis, Mediodactylus, Pseudoceramodactylus, Tropiocolotes, Stenodactylus, Bunopus, Crossobamon, Agamura, Cyrtopodion, Cyrtodactylus, Hemidactylus \| \| \| \|                                |
|  | |
|  | Perochirus, Urocotyledon, Ebenavia, Paroedura, Ailuronyx, Calodactylodes, Ptenopus, Narudasia, Cnemaspis, Uroplatus, Paragehyra, Christinus, Afrogecko, Cryptactites, Matoatoa, Afroedura, Geckolepis, Homopholis, Blaesodactylus, Goggia, Rhoptropus, Elasmodactylus, Chondrodactylus, Colopus, Pachydactylus, Cnemaspis, Rhoptropella, Lygodactylus, Phelsuma |
|  | |
|  | Lepidodactylus, Pseudogekko, Luperosaurus, Gekko, Dixonius, Heteronotia, Nactus, Hemiphyllodactylus, Gehyra |
|  | |
|  | Alsophylax, Tropiocolotes, Cnemaspis, Mediodactylus, Pseudoceramodactylus, Tropiocolotes, Stenodactylus, Bunopus, Crossobamon, Agamura, Cyrtopodion, Cyrtodactylus, Hemidactylus |
|  | |

|  | Lepidodactylus, Pseudogekko, Luperosaurus, Gekko, Dixonius, Heteronotia, Nactus, Hemiphyllodactylus, Gehyra                                                                      |
|  | |
|  | Alsophylax, Tropiocolotes, Cnemaspis, Mediodactylus, Pseudoceramodactylus, Tropiocolotes, Stenodactylus, Bunopus, Crossobamon, Agamura, Cyrtopodion, Cyrtodactylus, Hemidactylus |
|  | |

## Publication originale
- Oppel, 1811 : Die Ordnungen, Familien und Gattungen der Reptilien, als Prodrom einer Naturgeschichte derselben. J. Lindauer, München (texte intégral).